# Vinařský zákon
Vinařský zákon je zkrácený název zákona č. 321/2004 Sb., o vinohradnictví a vinařství a o změně některých souvisejících zákonů (zákon o vinohradnictví a vinařství), který je základním předpisem regulujícím vinohradnictví a vinařství. 
Cílem zákona je sladit zákon s předpisy EU a zároveň v rámci místních podmínek postihnout současné právní trendy v této oblasti, zde se velmi zpřísnilo například to, za jakých podmínek mohou být na etiketě vyznačena ocenění. Je to snaha o lepší komunikaci se spotřebitelem. Za největší problém bývá označováno problematické dodržování kvót rozsahů vinic a byrokratické překážky ohledně nové výsadby. Evropský trend však sleduje spíše opačný cíl, tj. snižování stavu vinic. 
K zákonu je v příloze určena Tabulka přepočtu stupňů normalizovaného moštoměru na přirozený obsah alkoholu (v % objemových).

## Související právní úprava
Většina ustanovení tohoto zákona vychází z příslušných právních předpisů Evropské unie, důvodová zpráva ze dne 5. listopadu 2003 informuje mj. o tom, že jednou z hlavních příčin vydání nového zákona v této oblasti, byla snaha zohlednit evropskou legislativu v této otázce, jelikož předchozí zákon č. 115/1995 Sb., o vinohradnictví a vinařství, tak nečinil dostatečně. Na tento zákon navazují prováděcí vyhlášky č. 323/2004 Sb., ve znění vyhlášky č. 437/2005 Sb., a č. 254/2010 Sb. (dříve 324/2004 Sb.). Za nejdůležitější evropské předpisy v oblasti vín, se kterými tento zákon musí být v souladu, jsou považovány zejména: nařízení Rady (EHS) č. 822/87 o společné organizaci trhu s vínem, nařízení Rady (EHS) č. 823/87, kterým se stanoví zvláštní opatření vztahující se ke kvalitním vínům produkovaným v určených oblastech, nařízení Rady (EHS) č. 2392/89 k všeobecné regulaci značení a prezentace vína a hroznového moštu, nařízení Rady (EHS) č. 2332/92 o šumivých vínech vyrobených ve Společenství a především nařízení Rady (EHS) č. 1493/99 o společné organizaci trhu s vínem a dalších předpisů ES týkajících se vinohradnictví a vinařství. 
Tento zákon pouze rozvíjí již dříve vydaná evropská nařízení, národní právní úprava v této oblasti totiž, z hlediska Evropské unie smí obsahovat jen, povinnosti, které doplňují evropskou legislativu, nebo takové povinnosti, která členské zemi evropské nařízení ukládá prohloubit zákonem.

## Vinařské oblasti a označování vín
Hlavními prioritami vinařského zákona je vymezit území vinařských oblastí a způsoby geografického označení vín vyprodukovaných v Česku.
Zákon rozděluje Česko na dvě vinařské oblasti:
- Vinařská oblast Morava
- Vinařská oblast Čechy.

Tyto oblasti jsou dále děleny na podoblasti, vinařské obce a viniční tratě, přičemž konkrétní rozdělení specifikuje prováděcí vyhláška č. 254/2010 Sb. (dříve 324/2004 Sb.). Zákon zároveň povoluje pouze pěstování odrůd vinné révy, které jsou schváleny pro danou vinařskou oblast. Tyto odrůdy jsou specifikovány prováděcí vyhláškou č. 323/2004 Sb., ve znění vyhlášky č. 437/2005 Sb.
V souladu s evropským právem byl tímto zákonem nově zaveden zákaz označovat vína jako určená k náboženskému účelu (např. mešní víno) bez souhlasu příslušné církve či náboženského společenství.

## Administrativní regulace
Dále zákon stanovuje maximální hektarový výnos vinic a enologické postupy, stejně tak jako způsob ošetřování vína při jeho výrobě. Tento zákon výrazně zasahuje do způsobu zatřiďování vína a podmínek pro jeho distribuci v České republice, zde odnímá pravomoc hodnotit a zatřiďovat víno ministerstvu zemědělství a uděluje ji Státní zemědělské a potravinářské inspekci. Ta stejně jako podle předchozí právní úpravy zajišťuje odběr vzorků, nyní však i rozhoduje o jejich zatřídění a o případném povolení uvést víno do distribuce. Zároveň je v této oblasti sama sobě kontrolním orgánem.
Zabývá se i další administrací, kde především stanovuje formu a obsah registru vinic, zde je hlavní motivací nepřekročit limity stanovené Evropskou unii na územní rozsah vinic s tím také souvisí právo opětovné a nové výsadby, kde ukládá vinařům řadu administrativních povinností a překážek.
Důležitým krokem je zřízení Vinařského fondu se sídlem v Brně a stanovení jeho pravidel. Vinařský fond byl určen jako právnická osoba, která musí splňovat řadu náležitostí vyplývající právě z tohoto zákona.
Dalším významným prvkem je stanovení státního dozoru a sankcí za nedodržení předpisů Evropských společenství nebo tohoto zákona. Výrobce nese plnou zodpovědnost i za neúmyslnou škodu.